# مونفورتي دي ألبا
مونفورتي دي ألبا هي بلدية في مقاطعة كونيو في المنطقة الإيطالية بيدمونت تقع على بعد 60 كيلومتر (37 ميل) جنوب شرق تورينو و 40 كيلومتر (25 ميل) شمال شرق كونيو.
تقع مونفورتي دي ألبا على حدود البلديات التالية: بارولو وكاستيجليون فاليتو ودولياني ومونكييرو ونوفيللو ورودينو وسيرالونجا دي ألبا.